# The Standard Edition of the Complete Psychological Works of Sigmund Freud

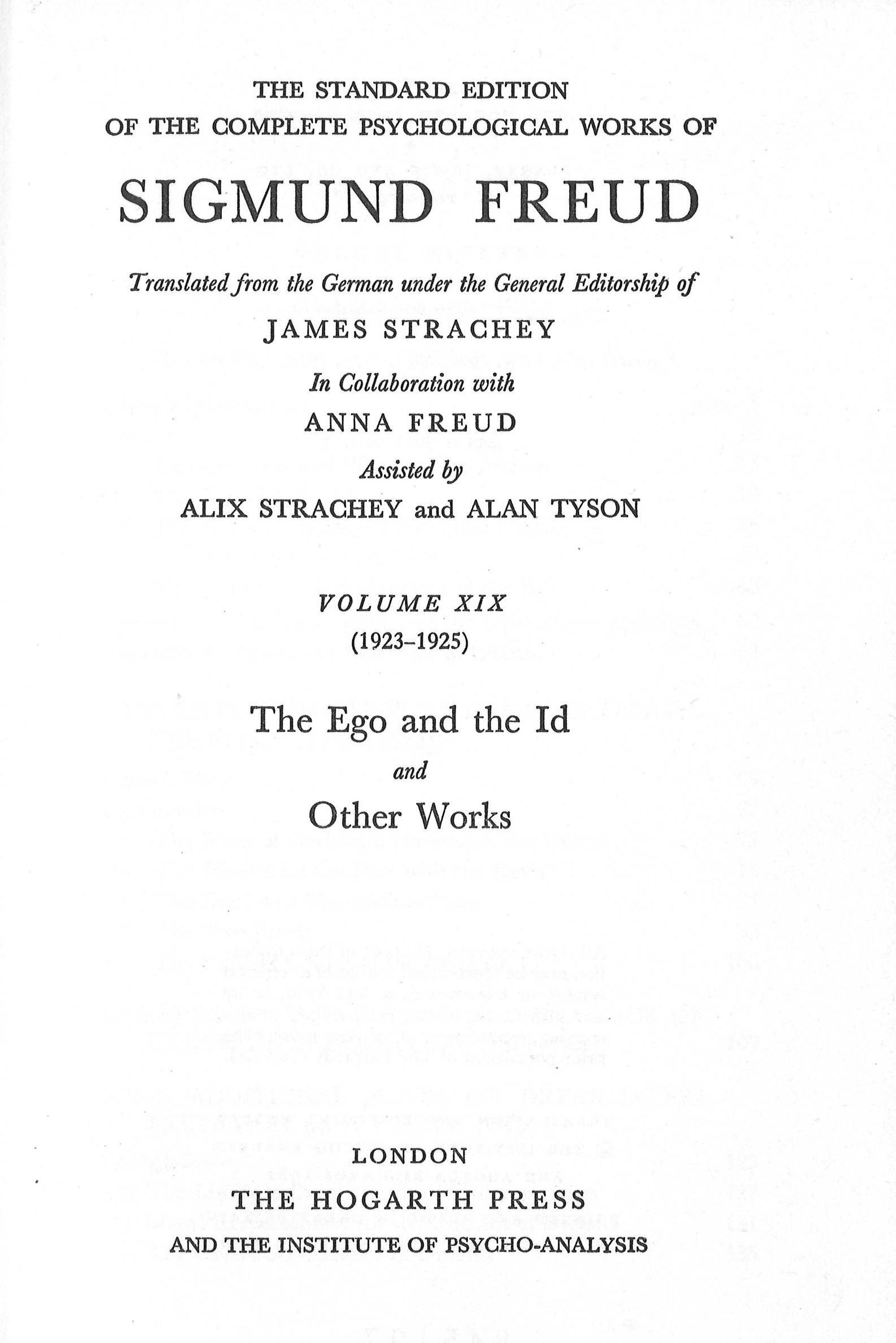
Titre de vol. XIX.

The Standard Edition of the Complete Psychological Works of Sigmund Freud, plus simplement connue sous le nom de Standard Edition, est la traduction de l'allemand en anglais des œuvres complètes de Freud liées à la psychanalyse sous la direction éditoriale de James Strachey. 

## Histoire
La Standard Edition comprend 24 volumes publiés entre 1943 et 1974. Elle est l'œuvre de James Strachey (1887-1967), en collaboration avec Anna Freud et avec l'assistance d'Alix Strachey et d'Alan Tyson. Le vingt-quatrième volume parut en 1974 sous la responsabilité d'Angela Richards, collaboratrice de James Strachey.

## Le projet
L'idée d'une Standard Edition des œuvres de Freud en anglais revient à Ernest Jones, dans les années 1920. Celui-ci nourrissait l'arrière-pensée de « créer une équipe de traducteurs » avec le dessein de retirer la direction du projet à Abraham A. Brill. Freud avait cédé les droits de traduction de ses œuvres aux États-Unis à son neveu Edward Bernays et à Abraham A. Brill. Strachey fut empêché durant des décennies  d'organiser une traduction systématique de l'œuvre de Freud en anglais en raison de ce problème des droits de traduction en anglais. Selon Riccardo Steiner, le projet de Jones était de « créer un Freud scientifique anglais acceptable par l'establishment scientifique et psychiatrique ».

### Postérité
Malgré certaines insuffisances que relève Riccardo Steiner, évoquant « une certaine raideur » et une « scientisation » excessive du vocabulaire et du style littéraire, la Standard Edition a été utilisée par les auteurs d'autres versions linguistiques des œuvres complètes. Du fait de l'importance de sa traduction en anglais et de celle de son appareil critique, elle est devenue l'édition de référence de l'Association psychanalytique internationale et de nombreuses traductions des œuvres de Freud dans d'autres langues comme l'italien, l'espagnol, le portugais, le français, etc. .

## Éditions
- The Standard Edition of the Complete Psychological Works of Sigmund Freud. Translated from the German under the General Editorship of James Strachey. In collaboration with Anna Freud. Assisted by Alix Strachey and Alan Tyson, 24 volumes, Vintage, 1999.  (ISBN 978-0-09-929622-5 et 0-09-929622-5).